# Centro Sportivo Paraibano
Centro Sportivo Paraibano (conhecido simplesmente por CSP) é uma agremiação esportiva de João Pessoa, capital do estado da Paraíba.

## História

### Fundação
Fundado em 8 de abril de 1996, pelo desportista Severino Ferreira, professor universitário, ex-árbitro de futebol, ex-goleiro, inicialmente, com a proposta de fazer um trabalho de extensão como professor da Universidade Federal da Paraíba, dando aula de futebol para garotos no bairro dos Funcionários II, em João Pessoa na Paraíba, mas surgiram muitos meninos de outras cidades paraibanas e até de outros estados.

### O nome "CSP"
O nome veio de uma paixão que o até então presidente da equipe na época, o professor Ferreira, tinha por clubes que apresentavam identificação com sua região, tais como CSA (Centro Sportivo Alagoano), CRB (Clube de Regatas Brasil), CSC (Centro Sportivo Capelense), dentre outros. Professor Ferreira acreditava que faltava uma equipe com identificação local. Assim, ficou decidido que ali nascia o Centro Sportivo Paraibano, CSP.

### Profissionalismo (2003)
O clube fez uma parceria com o empresário Josivaldo Alves, que definitivamente profissionalizou-o. O CSP tentou participar do Campeonato Paraibano da Segunda Divisão de 2003. Porém como outras equipes não foram inscritas, a competição foi cancelada.

### Paraibano 2ª Divisão
O CSP só voltaria a jogar a segunda divisão em 2007, e jogou até 2009, sem êxito, ficando conhecida como o “amarelão”, por sempre perder pontos em fases decisivas. Em 2010, porém o tigre conseguiu o primeiro título da sua história, ao vencer o Campeonato Paraibano da Segunda Divisão, e garantindo a vaga na elite do futebol paraibano em 2011 e ainda para a Copa Paraíba de 2010, competição esta que o tricolor do litoral paraibano disputou sua decisão com o Botafogo-PB, perdendo o título no último minuto dos acréscimos do segundo tempo, numa jogada até hoje discutida.
Em 2021, após uma primeira fase com 100% de aproveitamento, com 5 vitórias em 5 jogos, com 17 gols marcados e 2 sofridos, o CSP encarou o Sabugy nas quartas de final, e com um placar agregado de 7x1, avançou as semifinais. Nas semifinais, enfrentou o Serrano-PB, e venceu os dois jogos por goleada, 7x0 na ida, e 6x0 na volta. Na grande final, enfrentou o Sport Lagoa Seca, e após empate de 2x2, no tempo normal, venceu nos pênaltis por 4x3, consagrando-se Bicampeão da Segunda Divisão, retornando a elite um ano após a sua queda.

### Paraibano 1ª Divisão
No seu primeiro ano na primeira divisão do Campeonato Paraibano, a equipe superou todas as expectativas iniciais, até mesmo do seu mais fanático torcedor, passando de um mero caçula no campeonato, a uma das equipes favoritas a conquista dele. Com 11 vitórias em 18 jogos, o CSP ficou atrás apenas do Treze na classificação do primeiro turno, se classificando juntamente com o próprio Treze, o Campinense e o Botafogo-PB para a segunda fase. Como o Treze foi o campeão das duas fases, o CSP garantiu o vice-campeonato do Campeonato Paraibano de Futebol de 2011.
Em 2013, 2014 e em 2016 o CSP chegou as semifinais do Paraibano, sendo eliminado pelo Botafogo-PB (2013 e 2014) e pelo Campinense (2016), ficando em terceiro lugar em 2014.
Em 2019 ficou na última colocação do Grupo B do Paraibano, mas não foi rebaixado graças a punição sofrida pelo Esporte de Patos, que foi rebaixado em seu lugar.
Em 2020, após um campanha ruim, com apenas 3 vitórias em 10 jogos, o CSP foi rebaixado e disputou a segunda divisão do Campeonato Paraibano em 2021.
Em 2022, terminou a competição em 8º lugar, com 2 vitórias em 8 jogos, escapando do rebaixamento.
Em 2023, brigou até a última rodada por vaga nas semifinais, mas acabou ficando de fora, encerrando na 7° colocação, com duas vitórias, três empates e quatro derrotas, totalizando 9 pontos

### Copa Paraíba 2012
Em 2012 o clube ganhou a Copa Paraíba de Futebol de 2012 ao vencer o Botafogo-PB na grande final, o que garantiria assim a sua participação na Copa do Brasil de Futebol de 2013. No entanto, o pleno do Superior Tribunal de Justiça Desportiva acatou um mandado de garantia impetrado pelo Sousa e cancelou o jogo que o CSP faria contra o Coritiba, pois de acordo com o regulamento específico da Copa do Brasil, as seletivas estaduais só são válidas quando têm a participação de um número mínimo de quatro clubes.

### SAF em 2022
Em 2022 o clube anuncia que se tornou um clube-empresa (SAF) e que vendeu 60 por cento da mesma para o ex-jogador Deco, que passa a ser o novo dono do clube.

### Desistência da primeira divisão
Alegando dificuldades financeiras, o clube anunciou a desistência da disputa do Campeonato Paraibano de Futebol de 2025 e acabou sendo rebaixado automaticamente para a Terceira Divisão. 

## Títulos
| Estaduais | Estaduais                              | Estaduais | Estaduais   |
|           | Competição                             | Títulos   | Temporadas  |
| --------- | -------------------------------------- | --------- | ----------- |
|           | Campeonato Paraibano - Segunda Divisão | 2         | 2010 e 2021 |
|           | Copa Paraíba                           | 1         | 2012        |

### Outros títulos
- Campeonato Paraibano - Sub-15: 2010, 2011 e 2012

- Campeonato Paraibano - Sub-17: 2010 e 2022

- Campeonato Paraibano - Sub-19: 2015 e 2018